# Put It On
Put It On је песма коју је снимио амерички репер Биг Ел, а у њој се појављује и амерички репер Кид Капри. Песму је продуцирао Баквајлд за Елов дебитантски студијски албум Lifestylez ov da Poor and Dangerous (1995). Текст песме су написали Биг Ел, Рој Ерс и Ентони Бест. Песма је објављена 13. новембра 1994. године као први сингл с албума. Дистрибутер су били Колумбија рекордс и Сони мјузик ентертајнмент.
У песми је семплован дабстеп Датсикове песме Firepower.

## Списак песама
| №  | Назив                    | Трајање |  |
| 1. | Put It On (Main Mix)     | 3:36    |  |
| 2. | Put It On (Instrumental) | 3:37    |  |
| 3. | Put It On (Radio Edit)   | 3:38    |  |
| 4. | Put It On (A capella)    | 3:12    |  |